# Convenzione di Akkerman
La Convenzione di Akkerman è stato un trattato firmato il 7 ottobre 1826 tra l'Impero ottomano e l'Impero russo nella città di Akkerman (l'attuale Bilhorod-Dnistrovs'kyj, in Ucraina).
La Convenzione imponeva che i governanti (ospodari) dei Principati danubiani di Moldavia e Valacchia venissero eletti per un mandato di sette anni dalle rispettive Divan con l'approvazione di entrambe le Potenze.
La Convenzione prevedeva inoltre la fine dell'occupazione ottomana dei due Principati.
Iniziata nel 1821 a seguito delle sollevazioni degli indipendentisti greci della Filikí Etería e della rivoluzione tentata in Valacchia da Tudor Vladimirescu.
Gli ottomani concedevano inoltre al Principato di Valacchia il controllo di alcuni porti sul Danubio: Giurgiu, Brăila e Turnu Măgurele.
Infine, la Convenzione (all'art. 5) garantiva l'autonomia del Principato di Serbia e ai serbi venne concessa libertà di movimento nel resto dell'Impero Ottomano.